# 20461 Dioretsa
Dioretsa (1999 LD31) (/daɪ.əˈrɛtsə/ dy-ə-RET-sə) là một hành tinh centaur phát hiện vào năm 1999, nó nổi tiếng bởi vì quỹ đạo khác thường của nó. Nó có quỹ đạo ngược và quỹ đạo không theo hình tròn. Tên của nó là chữ "asteroid" (thiên thạch) viết ngược lại để nói lại sự kỳ dị của nó. Nó là một trong khoảng 20 hành tinh nhỏ trong hệ Mặt Trời có quỹ đạo ngược.
Nếu không tính đến quỹ đạo ngược của nó, nó rất giống với lại sao chổi. Vị trí gần mặt trời nhất của nó là 2,4 AU và điểm xa mặt trời nhất là 45,3 AU. Nó dẫn tới một suy luận là vận thể này đến từ Mây Oort.